# Kiton
Kiton (итал. Kiton) — итальянская компания по пошиву одежды, образованная в 1968 году.

## История компании
Основатель компании Чиро Паоне был торговцем тканями в пятом поколении. Ещё ранее, в 1956 году, в партнёрстве с Антонио Карола и Чезаре Аттолини (сыном известного портного Винченцо Аттолини) он открыл компанию под названием CI.PA (сокращённо от Ciro Paone). Позже партнёры один за другим продали свои доли Паоне, и он стал единственным владельцем фирмы.
В 1968 году марка CI.PA была переименована в Kiton — в честь хитонов, одежды древних эллинов. По утверждению Паоне, это было сделано для выхода на иностранные рынки, так как аббревиатура CI.PA казалась ему неблагозвучной для англоязычных клиентов.
Компания, стремившаяся стать лидером по пошиву традиционных неаполитанских мужских костюмов, довольно быстро нашла своего покупателя в Италии. В Европе костюмы от Kiton приобрели популярность к середине 1970-х годов. К мужским костюмам добавились линии женской одежды и аксессуаров.
В настоящее время компанией руководит Антонио де Маттеис, племянник Паоне.

## Продукция
Мужские сорочки продаются по цене примерно 1000 $. Стоимость костюма, сшитого на заказ по индивидуальным меркам, начинается с 20 тысяч $ и для линии K-50, выпускающей не более 50 костюмов в год, может достигать 50 тысяч $.
В 1995 году компания начала выпускать парфюмерию в сотрудничестве с концерном Estée Lauder.
В 1998 году на нью-йоркском аукционе «Сотбис» компания приобрела полную коллекцию костюмов герцога Виндзорского, которая теперь постоянно выставлена в её штаб-квартире под Неаполем.
Кроме Италии одежда этой марки продаётся в Великобритании, США, Испании, Франции, Германии, Литве, Украине — всего более чем в 60 странах мира. В 2004 году флагманский бутик компании был открыт в Нью-Йорке, на 54-й улице. В России магазины Kiton находятся в Казани, Санкт-Петербурге, Москве и Екатеринбурге.
По состоянию на 2007 год фабрика шьёт порядка 20 тысяч костюмов ежегодно, на большинство из которых уходит 25 часов ручной работы и труд 45 работников.

## Расположение
Фабрика Kiton находится в городе Арцано в окрестностях Неаполя, на ней трудятся 330 портных. При ней функционирует портновская школа, основанная Чиро Паоне.